# Équipe de Saint-Marin de rugby à XV
L'équipe de Saint-Marin de rugby à XV rassemble les meilleurs joueurs de rugby à XV de Saint-Marin.
Il est à noter toutefois que malgré l'existence d'une fédération de rugby (à XV et à sept) reconnue par la FIRA, il n'y a pas encore de trace de matchs internationaux officiels pour l'équipe de Saint-Marin de rugby à XV.
Saint-Marin compte en revanche une selection nationale de rugby à sept active dans les tournois européens.

## Histoire
La Federazione Sammarinese de Rugby a été fondée en 2004 par les frères Giacomo et Michele Rossi. Elle est affiliée à la FIRA.
Bien que Saint-Marin ne soit pas une grande nation de rugby, elle est entourée par l'Italie, l'un des acteurs des Six Nations.
Mis à part l'équipe nationale, il y a un grand club, le Rugby Club Saint-Marin. Contrairement à certains petit clubs qui ont dû composer avec le manque d'installations, le principal problème de Saint-Marin est sa faible population ce qui ne lui permet pas de trouver et de posséder des effectifs importants.